# Indulgenti

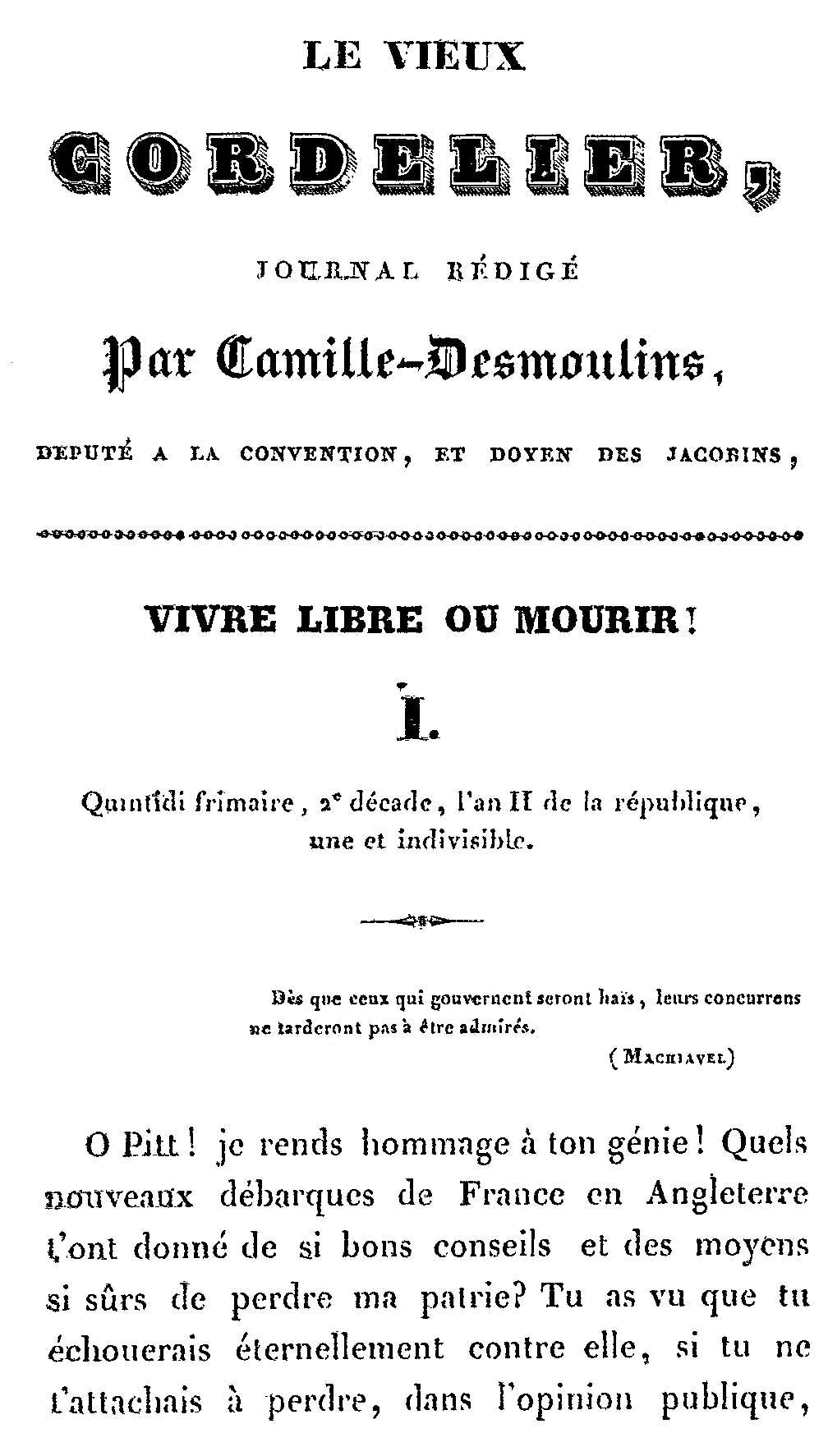
Una copertina di Le Vieux Cordelier, organo di stampa della fazione, edito da Camille Desmoulins

Gli Indulgenti ("Indulgents") è il nome dato da Georges Danton e dai suoi amici agli ex membri dei Cordiglieri, tra i quali Camille Desmoulins, che alla fine del 1793 posero la questione dell'utilità del Terrore alla Convenzione nazionale e agli altri organismi collegiali della Rivoluzione (Comitato di salute pubblica, Comitato di sicurezza generale). Essi furono detti anche dantonisti o moderantisti, più raramente citra-révolutionnaires.

## Storia
Sotto la guida dell'ex sindaco di Parigi ed ex Ministro della Guerra Jean-Nicolas Pache, gli exagérés del nuovo ministro della guerra Bouchotte, e il loro portavoce Jacques-René Hébert, che cercavano di rovesciare la Convenzione Nazionale, chiedevano l'intensificazione del Terrore. Altri Montagnardi cominciavano a nutrire molti dubbi circa la validità della spietatezza necessaria che mascherava secondo loro un progetto controrivoluzionario, se non come agenti provocatori degli inglesi. Danton, allora leader nelle file del Moderantismo, e Camille Desmoulins furono i primi a denunciare lo strumento del Terrore, specialmente ne Le Vieux Cordelier. Nel suo giornale, Desmoulins fece cadere la maschera di "Le Père Duchesne", denunciato come contro-rivoluzionario. Danton ebbe l'appoggio del Generale Westermann che operava nella guerra in Vandea con metodi piuttosto violenti e che finirà giustiziato con i dantonisti stessi.
Il 5 gennaio 1794 alla tribuna dei Cordiglieri, gli Hébertisti (o Exagérés) Momoro e Collot d'Herbois, sentendosi in pericolo, denunciarono a loro volta Camille Desmoulins. Ai Giacobini, Robespierre sostenne le accuse di Desmoulins, chiedendo il rinvio al Tribunale rivoluzionario degli amici e complici di Hébert, dei quali solo qualcuno fu arrestato nella notte tra il 14 e il 15 marzo. Giudicati in una maniera non chiara dal Tribunale rivoluzionario, furono ghigliottinati il 24 marzo, con l'eccezione del loro leader, Jean-Nicolas Pache.
Il 30 marzo 1794, i principali protettori degli Hébertisti - e in particolare Bertrand Barère de Vieuzac, Jean-Marie Collot d'Herbois e Billaud-Varenne, in collaborazione con il Comitato di sicurezza generale, chiesero a loro volta la testa dei Moderati, tra cui Danton, Desmoulins e Philippeaux.

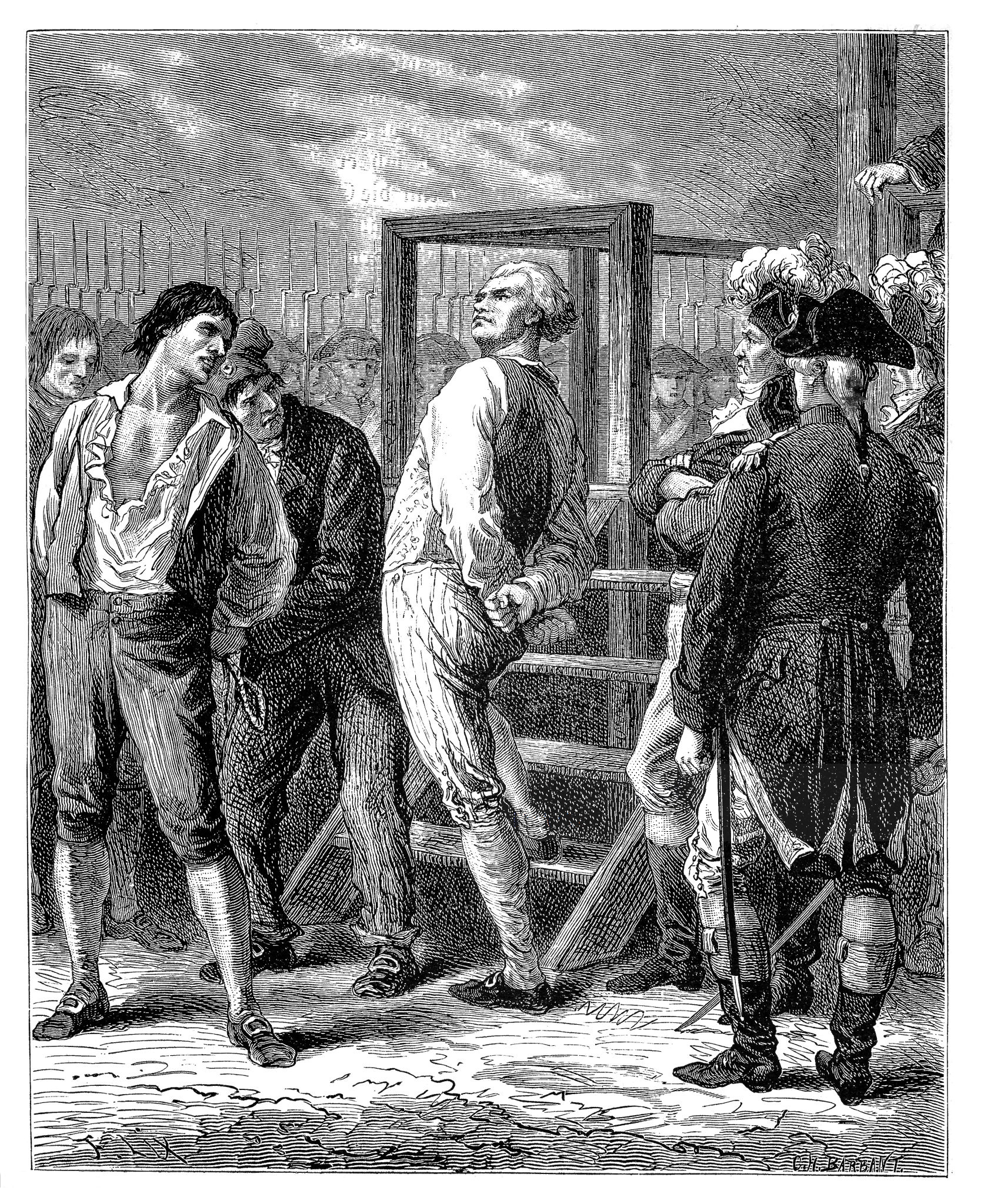
Esecuzione di Danton

Si riunirono appositamente per un compromesso furbo per l'affare della liquidazione della Compagnia delle Indie del 1793. Alla fine di un processo che ebbe luogo dal 2 al 4 aprile 1794, gli "Indulgenti" così come i "furbi" (come Fabre d'Églantine) furono condannati dal Tribunale rivoluzionario il 5 aprile e ghigliottinati, per attività controrivoluzionaria e corruzione. Tra di loro, Danton, Desmoulins e in seguito sua moglie Lucile Duplessis. Robespierre, padrino di battesimo del figlio della coppia e vecchio amico di tutti e tre, non intervenne per salvarli, attenendosi alla decisione del tribunale, seppure avesse letto e approvato i primi numeri del Vieux Cordelier, ed in seguito finisse lui stesso per convergere su molte posizioni più moderate verso il Termidoro.
Durante la seduta che determinò la sua fine (27 luglio), uno dei deputati moderati gli rimproverò la mancata difesa degli Indulgenti, quando esitò nel rispondere ("è il sangue di Danton che ti soffoca!").
Il successivo 13 aprile, furono giustiziati altri "Moderati" (tra cui la citata Duplessis-Desmoulins) e altri "Esagerati" (come Madame Hébert), questa volta insieme sugli stessi carretti - non però Bertrand Barère de Vieuzac, Jean-Marie Collot d'Herbois e Billaud-Varenne che subirono una sorte diversa, entrando nel gruppo dei giacobini fino alla caduta di Robespierre (a cui contribuirono) - con un processo nuovamente distorto nel quale si formulava contro di loro il crimine di cospirazione nelle carceri: l'organizzazione di finti "complotti delle carceri" andò avanti fino a luglio verso molti prigionieri per opera di Barère stesso e del Comitato di sicurezza nazionale. Né Robespierre, né Saint-Just, né Couthon vi ebbero parte, benché avessero approvato la legge del 22 pratile anno II che sommariamente applicata, aumentava a dismisura i poteri del tribunale rivoluzionario, cosa di cui Danton, promotore del tribunale stesso, mise in guardia durante il proprio processo.
Tra coloro che si salvarono del gruppo dantoniano, l'ex rappresentante in missione Stanislas Fréron (che non era membro dei Cordiglieri ma dei Giacobini) Victor Amédée de La Fage; divennero poi dei feroce anti-robespierristi e antigiacobini; parteciparono alla reazione termidoriana del 28 luglio (quando i robespierristi finirono ghigliottinati) assieme alla Marais e a Barère (venendo però il Fréron poi espulso dal Club dei Giacobini assieme a Paul Barras); per conto di Barras, Fréron, de La Fage e altri organizzarono poi squadre di repressione durante il Terrore bianco, contribuendo ad assaltare e chiudere il Club nel novembre 1794 incitando gruppi di giovani realisti. Fréron denunciò alla Convenzione termidoriana e fece arrestare diversi responsabili della fine dei dantonisti: Barère, Billaud-Varenne e Collot d'Herbois furono condannati alla deportazione, Martial Herman e il pubblico ministero Antoine Quentin Fouquier-Tinville furono ghigliottinati nel 1795.
Dantonisti superstiti furono anche Jacques Alexis Thuriot e lo scrittore e militare Pierre Choderlos de Laclos (vicino al duca d'Orléans, già ghigliottinato alla fine del 1793), il quale fece carriera sotto Napoleone durante il Consolato.

## Alcuni esponenti

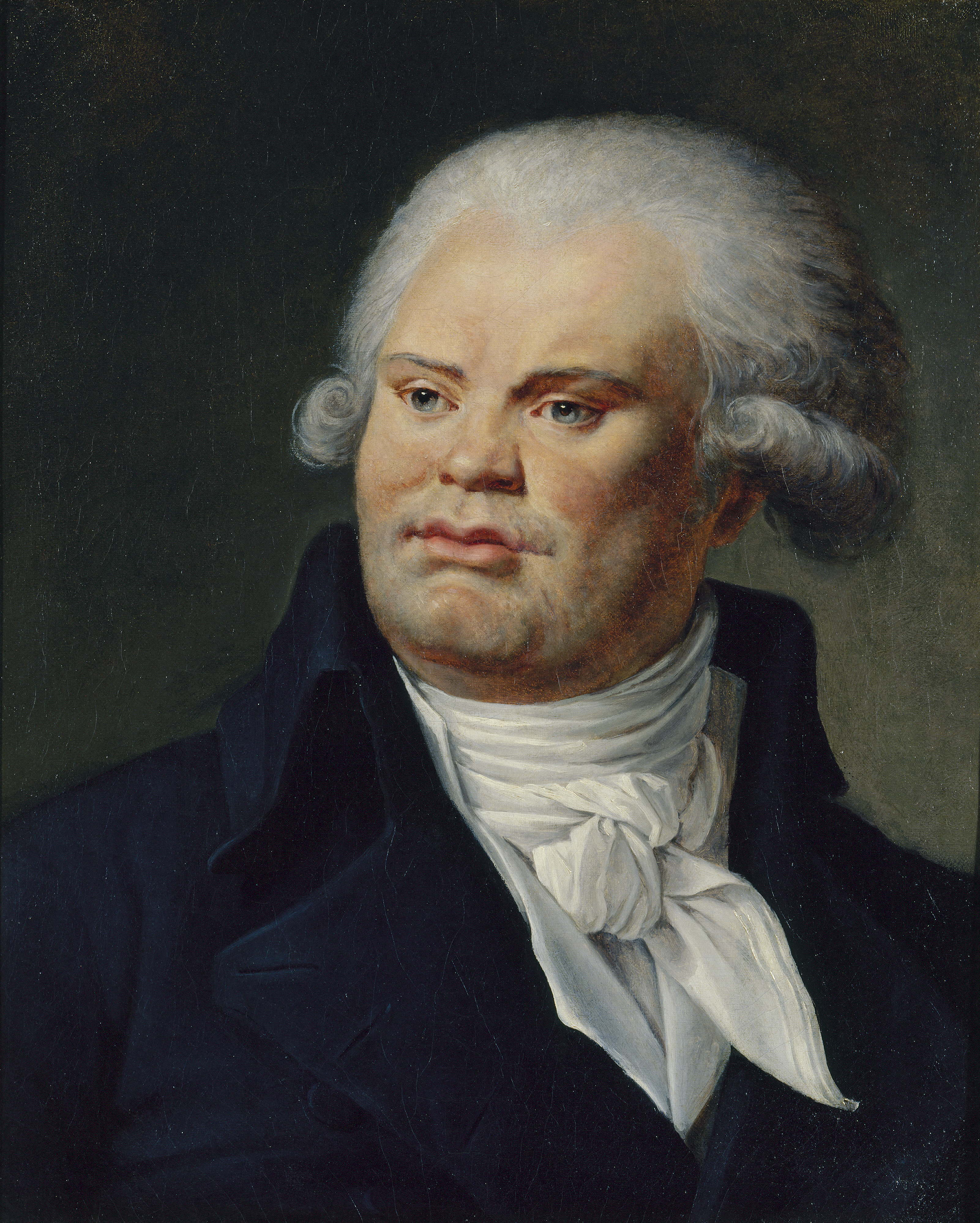
Georges Jacques Danton
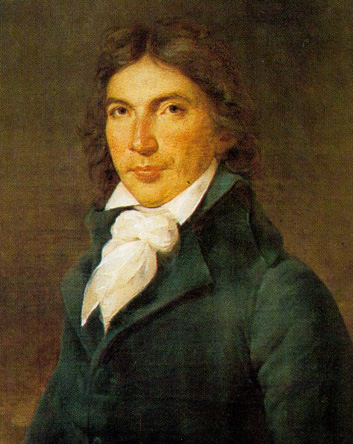
Camille Desmoulins
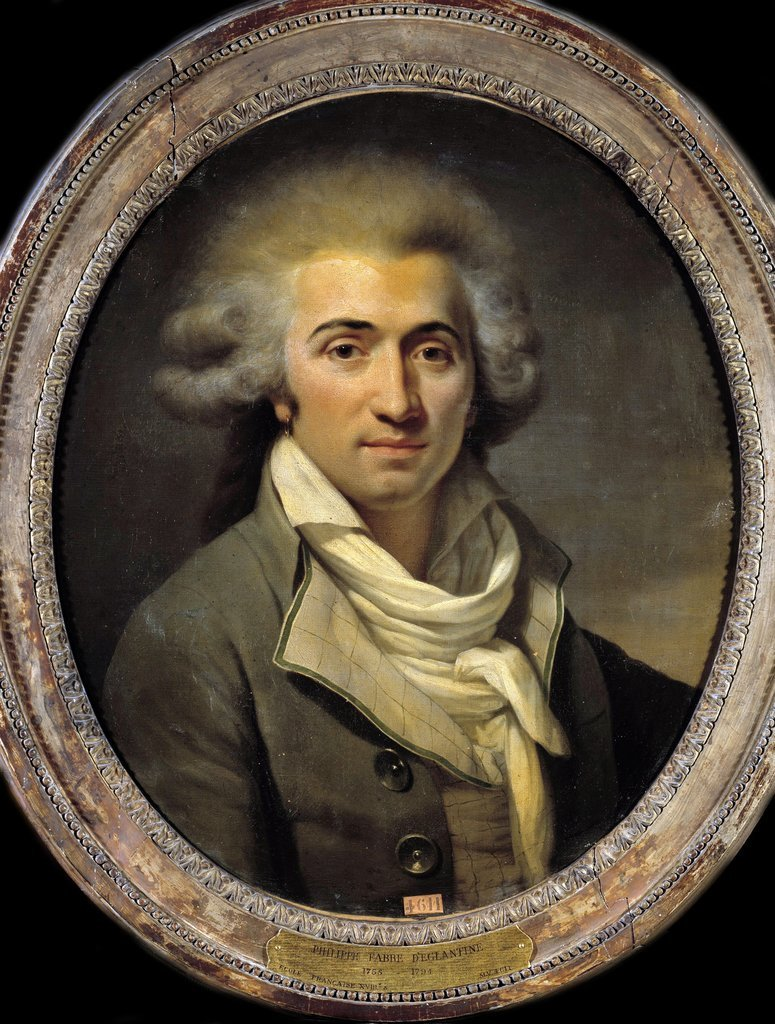
Fabre d'Églantine
Lucile Duplessis
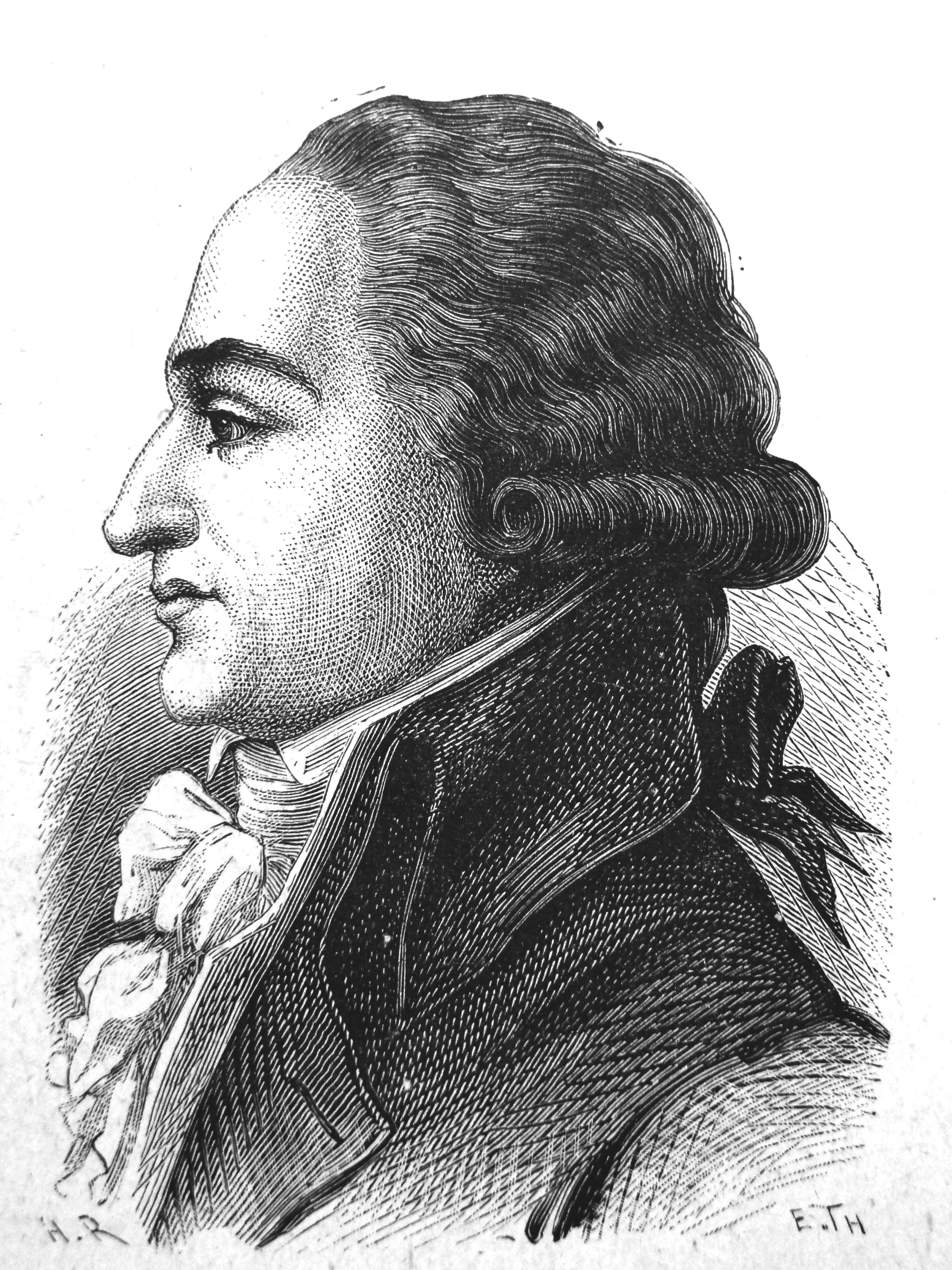
Stanislas Fréron
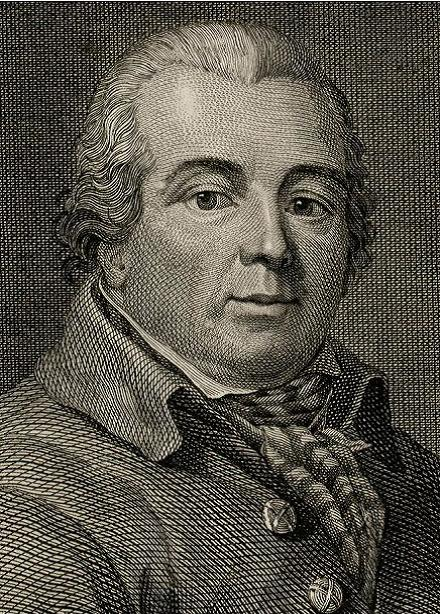
Jean-François Delacroix
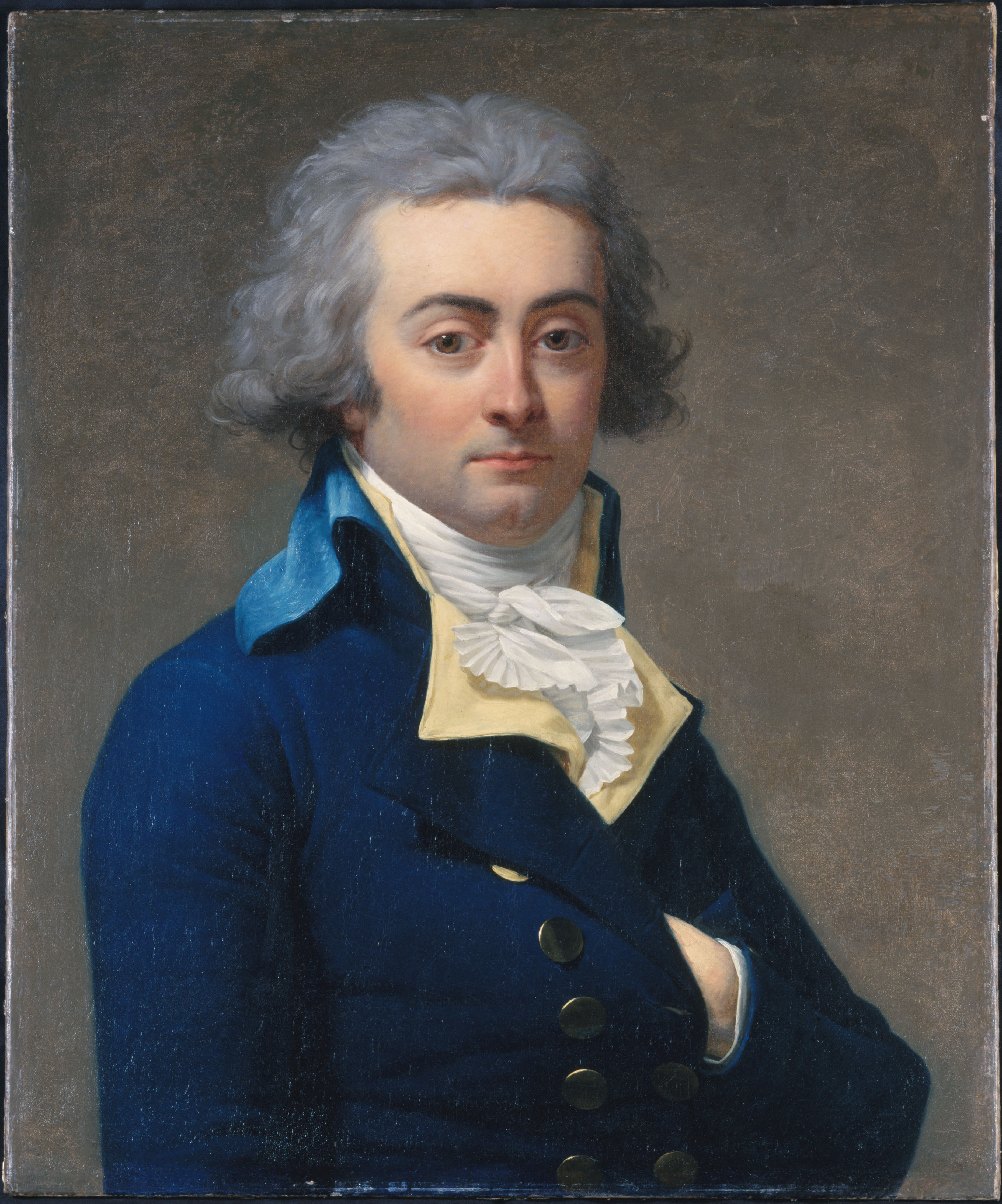
Marie-Jean Hérault de Séchelles
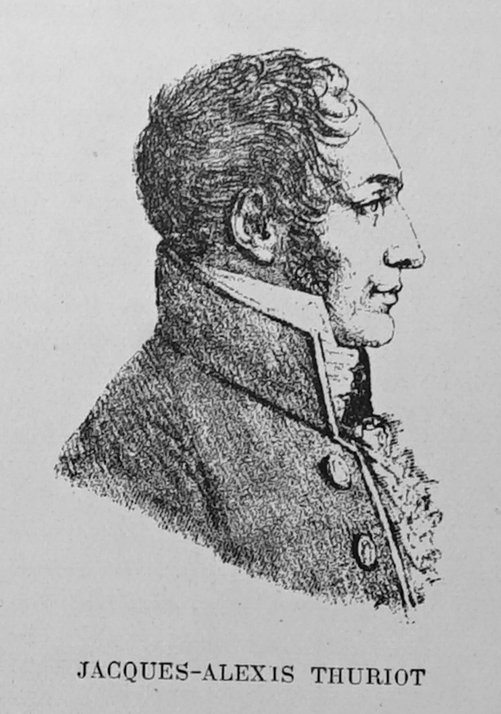
Jacques Alexis Thuriot
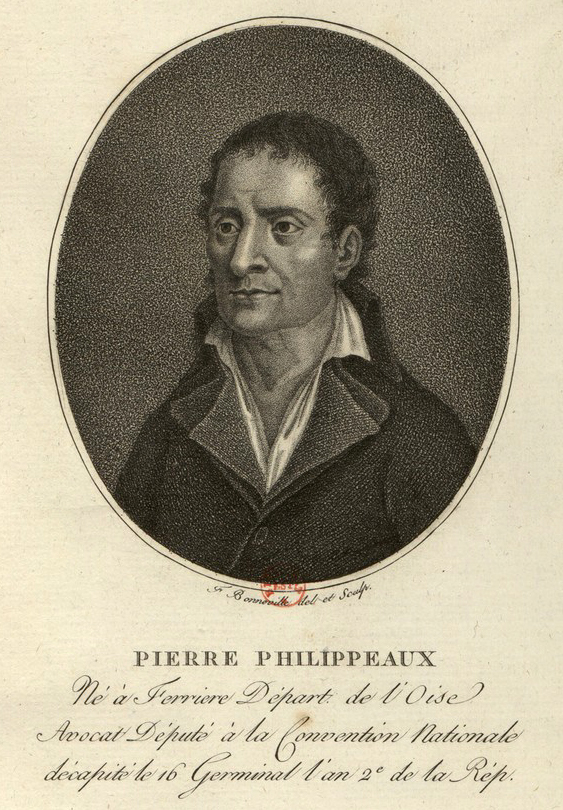
Pierre Philippeaux
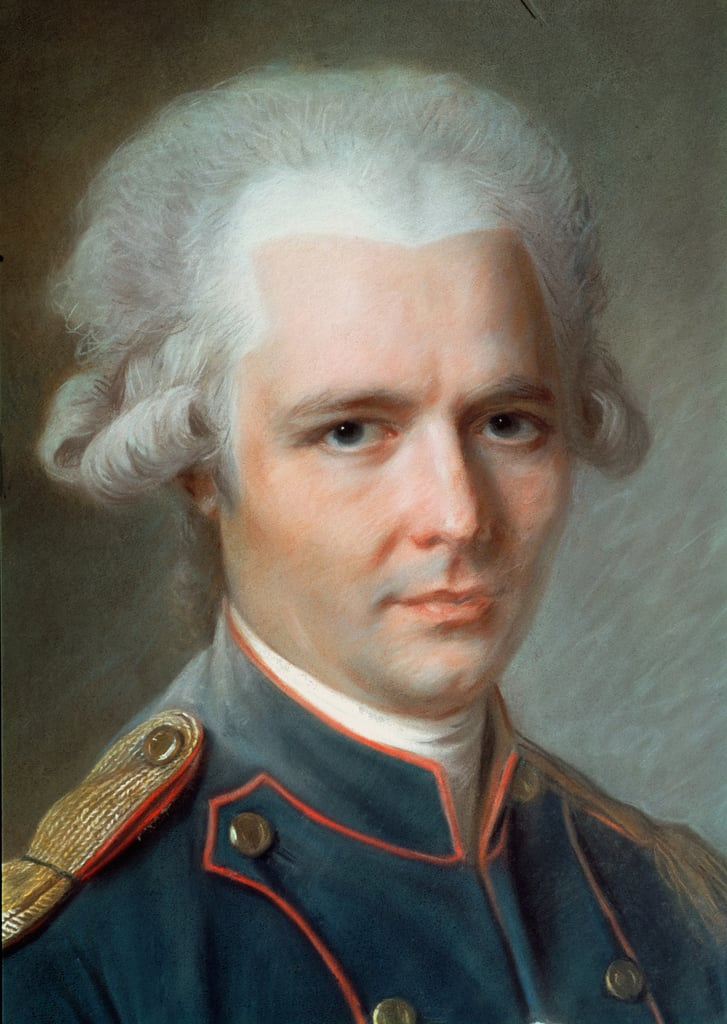
Pierre Choderlos de Laclos